# Nuoto ai Giochi della XXXII Olimpiade - 10 km maschili
La gara di nuoto della maratona di 10 km maschile dei Giochi della XXXII Olimpiade di Tokyo è stata disputata il 5 agosto 2021 nella zona del parco marino di Odaiba a partire dalle ore 06:30 (UTC+9). Vi hanno partecipato 26 atleti provenienti da 23 nazioni. La competizione è stata vinta dal nuotatore tedesco Florian Wellbrock, mentre l'argento e il bronzo sono andati rispettivamente all'ungherese Kristóf Rasovszky e all'italiano Gregorio Paltrinieri.

## Risultati
| Pos.    | Atleta               | Nazionalità   | Tempo     | Distacco |
| ------- | -------------------- | ------------- | --------- | -------- |
| Oro     | Florian Wellbrock    | Germania      | 1h48'33"7 | -        |
| Argento | Kristóf Rasovszky    | Ungheria      | 1h48'59"0 | +0'25"3  |
| Bronzo  | Gregorio Paltrinieri | Italia        | 1h49'01"1 | +0'27"4  |
| 4       | Matan Roditi         | Israele       | 1h49'24"9 | +0'51"2  |
| 5       | Athanasios Kynigakis | Grecia        | 1h49'29"2 | +0'55"5  |
| 6       | Marc-Antoine Olivier | Francia       | 1h50'23"0 | +1'49"3  |
| 7       | Ferry Weertman       | Paesi Bassi   | 1h51'30"8 | +2'57"1  |
| 8       | Michael McGlynn      | Sudafrica     | 1h51'32"7 | +2'59"0  |
| 9       | Hau-Li Fan           | Canada        | 1h51'37"0 | +3'03"3  |
| 10      | Jordan Wilimovsky    | Stati Uniti   | 1h51'40"2 | +3'06"5  |
| 11      | Rob Muffels          | Germania      | 1h53'03"3 | +4'29"6  |
| 12      | Kai Edwards          | Australia     | 1h53'04"0 | +4'30"3  |
| 13      | Taishin Minamide     | Giappone      | 1h53'07"5 | +4'33"8  |
| 14      | Mario Sanzullo       | Italia        | 1h53'08"6 | +4'34"9  |
| 15      | David Farinango      | Ecuador       | 1h53'09"8 | +4'36"1  |
| 16      | Phillip Seidler      | Namibia       | 1h53'14"1 | +4'40"4  |
| 17      | Daniel Delgadillo    | Messico       | 1h53'14"4 | +4'40"7  |
| 18      | Alberto Martínez     | Spagna        | 1h53'16"4 | +4'42"7  |
| 19      | Kirill Abrosimov     | ROC           | 1h54'29"3 | +5'55"6  |
| 20      | Oussama Mellouli     | Tunisia       | 1h56'33"3 | +7'59"6  |
| 21      | Vitaliy Khudyakov    | Kazakistan    | 1h57'53"7 | +9'20"0  |
| 22      | William Yan Thorley  | Hong Kong     | 1h58'33"4 | +9'59"7  |
| 23      | Tiago Campos         | Portogallo    | 1h59'42"0 | +11'08"3 |
| 24      | Matěj Kozubek        | Rep. Ceca     | 2h01'52"1 | +13'18"4 |
| -       | Hector Pardoe        | Gran Bretagna | dnf       | dnf      |
| -       | David Aubry          | Francia       | dnf       | dnf      |